# Robert Van Osdel
Robert Van Osdel   (Selma, 1 d'abril de 1910 - West Hollywood, 6 d'abril de 1987) va ser un atleta estatunidenc, especialista en el salt d'alçada, que va competir durant les dècades de 1920 i 1930.
El 1932 va prendre part en els Jocs Olímpics de Los Angeles, on va guanyar la medalla de plata en la prova del salt d'alçada del programa d'atletisme.

## Millors marques
- Salt d'alçada. 2,01 metres (1933)[1][2]